# 張之銳
張之銳（？—1924年）字子晉，河南鄧州穰東人。清末民初政治人物。

## 生平
張之銳不到20歲便成為秀才。光緒二十年（1894年）秋，中舉人。翌年春，中進士。同年五月，著交吏部掣签分发各省，以知县即用。此後，歷任江西武寧縣、贛縣、萬載縣、萍鄉縣知縣，直隸州知州，河南諮議局議員，資政院議員。
中華民國成立後，張之銳歷任江西省軍法處處長、河南省吏治調查所所長、河南省實業廳廳長、河南省水利局局長等職務。
1924年，張之銳逝世。

## 著作
《易象闡微》，宣統二年刊本。
《新考正墨經注》，河南官書局，1921年。
《墨子大取篇釋義》，1922年刊本。
《上李秀山督軍書》，石印本。